# Contaminatio
La contaminatio fu una tecnica di scrittura utilizzata dagli autori teatrali dell'Antica Roma che consisteva nella fusione di due o più tragedie greche per ricavare un nuovo ed originale testo latino. Si parla, quindi, di vera e propria contaminatio per indicare la pratica degli antichi commediografi latini di inserire, nella rielaborazione latina di una commedia originale greca, qualche parte tolta da un’altra commedia greca. 

## Storia
Il teatro latino si basò quasi esclusivamente sui precedenti spettacoli del teatro greco.
Anzi, la storia della letteratura latina comincia nel 240 a.C. con uno spettacolo teatrale di Livio Andronico copiato da un dramma greco (cfr. Cicerone, Brutus).
Il teatro romano, fino a quel momento era stato di tipo popolare, fortemente imparentato con i riti per la fertilità della natura, come i Fescennini, o caratterizzato dalle maschere fisse e dalla recitazione a soggetto, come nel caso dell'Atellana.
Quando perciò i Romani diedero il via alla produzione di un teatro professionale in lingua latina il modello di riferimento non poteva che essere il teatro greco.

## In cosa consisteva lacontaminatio
Molti critici affermano che, osservando approfonditamente il prologo dell'Andria di Terenzio, si nota che egli scrive che Nevio fu il primo sceneggiatore latino a utilizzare la tecnica della contaminatio.
Prima di Nevio, Livio Andronico cercò di realizzare un'opera di traduzione degli originali greci.
Possiamo dire che quindi Nevio in un certo senso "contaminava" i propri testi e in un certo senso "firmava e realizzava" una propria sceneggiatura, prendendo come modello un'opera greca; ma Nevio non cercava solo di migliorare la sua sceneggiatura e presentazione, come Andronico, ma la arricchiva di scene originali e nuove tratte, anche loro, da opere drammatiche greche. Lo scrittore che dunque usava la contaminatio non realizzava un'opera "originale" nel senso che noi al giorno d'oggi intendiamo: originalità. La tecnica della contaminatio diede una vera e propria spinta e rappresentò un vero e proprio passo in avanti rispetto alle semplici traduzioni di Livio Andronico. Questa tecnica non deve essere intesa come una semplice opera di collage di opere greche antecedenti, ma come la creazione di un'opera nuova tenendo conto, e liberamente ispirandosi, delle opere della Commedia nuova greca. La contaminatio risulta essere così una tecnica efficace se usata con altrettanta abilità dal poeta stesso. Egli è così in grado di creare un nuovo capolavoro prendendo spunto da quel serbatoio della commedia ellenica, ritenuto inesauribile, dando nuovi apporti personali al tutto. 
Però, come in ogni ambito, anche la "contaminatio" presenta diversi aspetti problematici connessi con la storia del teatro latino; uno dei più rilevanti riguarda il metodo di composizione eseguito dai commediografi romani, in particolar modo da Plauto e Terenzio; infatti gli studiosi, tentando di separare e dividere gli elementi di origine romana da quelli provenienti dalla commedia greca, hanno notato nella struttura delle commedie latine ripetizioni, incongruenze, controsensi e contraddizioni.
Per spiegare ciò si è fatto largo ricorso, in modo particolare da Leo e dai suoi allievi Jachmann e Fraenkel, all’ipotesi della contaminatio: molte commedie di Plauto e Terenzio sarebbero state composte assemblando più originali greci. Il termine contaminatio si riferisce infatti al metodo di composizione impiegato da Terenzio per le sue commedie e attribuito da Terenzio stesso a Plauto in And. 13-16.
Tuttavia, prima di entrare nel merito della discussione e cercare di stabilire se Plauto sia realmente ricorso alla contaminatio per la composizione delle sue commedie, bisogna prendere in considerazione la questione sorta sull’esegesi del termine contaminare di cui sono attestati tre significati: “rovinare, deturpare”, “mescolare, combinare” e “rovinare mescolando”.

## Autori che utilizzarono lacontaminatioe suo esaurimento
Dopo il primo utilizzo di Nevio, tutti gli sceneggiatori latini conseguenti al suo periodo (270-201 a.C.) usarono la tecnica della contaminatio nelle proprie opere: stiamo parlando di Ennio, Plauto, Terenzio. Proprio quest'ultimo fu condannato per l'eccessivo uso di tale tecnica. Gli accusatori affermavano che questa applicazione smodata impediva di seguire fedelmente un preciso modello greco. In realtà, Terenzio riuscì sempre a preservare l'originalità delle sue opere rispetto ai modelli greci con cui si metteva in gara, rielaborandoli opportunamente.
Ovviamente, col passare del tempo, il pubblico era stanco di assistere alle stesse trame; infatti, per quanto il teatro greco fosse stato prolifico, il numero di opere da cui contaminare era pur sempre ristretto. Questo fu il motivo per cui si sviluppò un teatro latino che non parlava più di personaggi greci, ma di personaggi locali: così nacquero la fabula praetexta e la fabula togata.